# Paducah (Kentucky)
Paducah é uma cidade localizada no estado americano de Kentucky, no Condado de McCracken.

## Demografia
Segundo o censo americano de 2000, a sua população era de 26.307 habitantes.
Em 2006, foi estimada uma população de 25.661, um decréscimo de 646 (-2.5%).

## Geografia
De acordo com o United States Census Bureau tem uma área de
50,6 km², dos quais 50,5 km² cobertos por terra e 0,1 km² cobertos por água.

## Localidades na vizinhança
O diagrama seguinte representa as localidades num raio de 8 km ao redor de Paducah.